# Po prostu Echo
Po prostu Echo – jedyny album studyjny polskiego zespołu hip-hopowego Echo wyprodukowany przez Denę. Płyta została wydana w 2000 roku nakładem wytwórni Blend Records.

## Lista utworów
1. "Intro" - 1:09
2. "Reprezentuje siebie" - 3:41
3. "Pytasz wiec odpowiadam" - 3:36
4. "Motywuje mnie" - 4:23
5. "Dobry / Zły" - 3:50
6. "30 premier" (gościnnie: Eis) – 0:19
7. "Ponad tym gównem stać" (gościnnie: Eldo) – 3:29
8. "Mamy pewność" (gościnnie: Eis, DJ Romek) – 3:25
9. "Tylko echo" - 0:39
10. "Pozytywy" - 4:15
11. "Ciągnij te kreski" - 4:14
12. "Łapy w górę" - 3:56
13. "Tak być powinno" (gościnnie: Dizkret, Pezet) – 3:37
14. "To już koniec" - 0:41